# باتريك بيتس
باتريك بيتس (بالإنجليزية: Patrick Bates)‏ هو لاعب كرة قدم أمريكية أمريكي، ولد في 27 نوفمبر 1970 في غالفستون في الولايات المتحدة.

## وصلات خارجية
- باتريك بيتس على موقع مرجع كرة القدم المحترفة.كوم (الإنجليزية)